# Италианската тетрадка
Италианската тетрадка е бележник (тетрадка) с оригинални рисунки и авторски текстове на Франсиско Гоя, направени по време на пътуването му до Италия през 1770 г. Състои се от 83 листа бяла хартия. Художникът го купува за употреба в хода на обиколката си в тази страна. Произведен е в италианския град Фабриано.
Това е сборник с произведения на изкуството, чертежи, архитектурни паметници и копия на картини, които вижда по време на италианския си престой, крайъгълен камък в неговия живот. Той рисува с молив, червен молив и мастило. Тетрадката се счита за изчезнала в продължение на двеста години и е идентифицирана едва през 1994 г. Дотогава е разглеждана като анонимно творение и съхранявана в Кинта де Селгас, Кудийеро.
Текстовете, някои от които по-късно са презаписани, събират на едно място семейни новини, като например сватбата му или датите на раждане на децата му. През октомври 1993 г. тетрадката е закупена от Кабинета за графики и рисунки от музея Прадо за 110 милиона песети, със средства от наследството Вийаескуса.